# Il gatto con gli stivali (film 2011)
Il gatto con gli stivali (Puss in Boots) è un film d'animazione del 2011 diretto da Chris Miller.
Il film è un prequel e spin-off del franchise di Shrek e il primo film di una saga dedicata al personaggio del Gatto con gli Stivali prima degli eventi di Shrek (2001) e la sua prima apparizione in Shrek 2 (2004). Il cast vocale vede il ritorno di Antonio Banderas (che doppia il protagonista nella versione inglese, spagnola e italiana), affiancato da Salma Hayek e Zach Galifianakis.
Accolto favorevolmente da critica e pubblico, la pellicola ha ricevuto diversi riconoscimenti e una candidatura agli Oscar 2012 come Miglior film d'animazione. Dal film è stata tratta una serie d'animazione per Netflix (Le avventure del Gatto con gli Stivali) e un sequel, uscito nel 2022.

## Trama
Spagna. Prima degli avvenimenti del film Shrek, il Gatto con gli Stivali era un abile combattente e fuorilegge misericordioso che rubava per vivere. Una notte, durante i festeggiamenti del Festival del Fuoco a San Ricardo, Gatto coglie l'occasione per potere riscattare il suo nome: essendo ricercato, si rifugia in un bar dove scopre che due fuorilegge irlandesi, Jack e Jill, hanno messo le mani sui Fagioli Leggendari, in grado di fare crescere una pianta altissima che arriva fino alla terra dei Giganti e all'Oca d'oro, le cui uova possono sistemarti per tutta la vita. Pur non essendo facile avvicinarsi ai due malfattori, Gatto decide comunque di tentare. Egli li trova in una locanda, ma il furto dei fagioli si rivela molto più difficile del previsto, e a mettergli i bastoni tra le ruote ci si mette anche un gatto nero mascherato che lo smaschera davanti agli assassini. Costretti alla fuga, i due gatti prendono a inseguirsi per i tetti della città fino a ritrovarsi in un rifugio di soli gatti. Dopo avere sfidato il misterioso rivale a una gara di ballo e un duello di spade, Gatto scopre la sua identità: si tratta di Kitty "Zampe di Velluto", complice di una sua vecchia conoscenza, l'uovo Humpty Alexander Dumpty.
Tra questi e Gatto c'è stato un rapporto di amicizia, distrutto da un episodio increscioso sette anni prima: amici fin da quando vivevano in un orfanotrofio, dove Gatto venne adottato da neonato poiché spinto dal vento forte lontano dai genitori fino a San Ricardo, il loro rapporto si intensificò durante le ricerche dei fagioli magici, loro grande sogno. Rassegnati al fatto di non riuscire a trovarli, i due cominciarono a rubare alla gente innocente, ma salvando la madre del comandante delle guardie da un toro da corrida, Gatto diventò molto famoso e onorato nel suo paese, soprattutto agli occhi di sua madre adottiva, Imelda, la quale gli regalò un paio di stivali: così decise di smettere di rubare e diventare un giustiziere. Al contrario, Humpty si ritrovò sempre più spesso in prigione, accumulando anche dei debiti con i pericolosi emigrati irlandesi Jack e Jill. Per estinguerli, un giorno ingannò Gatto per farsi aiutare a rapinare la banca, in modo che egli non venisse più elogiato e ritornasse fuorilegge assieme a lui; scoperti dalle guardie, i due furono costretti alla fuga, ma Humpty si ritrovò in trappola e i soldi caddero nel fiume, e Gatto, arrabbiato con lui per averlo tradito, non lo aiutò e lo lasciò alla mercé delle guardie. Fu da allora che Gatto diventò un fuorilegge temuto, cercando ogni tanto di trovarsi dei padroni per tutta la Spagna e di ripagare i soldi rubati, ma non ci riuscì.
Nonostante le divergenze del passato, Gatto decide di allearsi con Humpty e Kitty per essere di nuovo onorato sia dai cittadini di San Ricardo che da Imelda. I tre partono così nel deserto, ostacolando il viaggio intrapreso da Jack e Jill per recarsi al luogo dove piantare i fagioli. Durante il furto, si scopre che Kitty non può aprire la scatola che ricopre la mano di Jack perché non ha gli artigli, tolti dai suoi vecchi padroni, ma le sue dita affusolate si riveleranno utili per prelevare i fagioli dalla mano del fuorilegge.
Arrivati finalmente sul posto, su consiglio di Humpty, piantano i fagioli e vengono trasportati in cima tra le nuvole. Prima di entrare nel grande castello, Humpty si traveste da uovo d'oro per mimetizzarsi con quelle vere, e una volta entrati rivela che il problema non è il gigante, che è morto anni prima, ma un mostro chiamato il "Grande Terrore", posto a guardia dell'Oca, il cui sguardo si vocifera possa trasformare in pietra. Essendo le uova troppo pesanti per essere trasportate, i tre decidono di portare via l'Oca e, dopo un'ennesima e rocambolesca fuga, si mettono in salvo e scendono giù per la pianta magica utilizzando una grande foglia come paracadute. La notte stessa, però, Jack e Jill stordiscono Gatto e rapiscono Kitty e Humpty. Seguendo le loro tracce, Gatto scopre che il luogo dove sono stati portati i suoi amici è proprio San Ricardo. Gatto cerca di salvarli, ma scopre che Humpty e Kitty erano in combutta fin dall'inizio con Jack e Jill e gli abitanti di San Ricardo per condurlo lì e farlo arrestare. Gatto viene così pubblicamente portato in prigione per avere rapinato la banca sette anni prima. Kitty, che ha assistito alla scena, è sinceramente pentita per ciò che ha appena fatto.
In prigione Gatto incontra Andy, un anziano detenuto che un tempo divideva la cella con Humpty, dal quale scopre che questi gli aveva rubato i fagioli magici per i propri scopi, pur sapendo a cosa andasse incontro: infatti, per avere preso l'Oca, hanno scatenato l'ira della madre di questa, ossia un'oca gigante (appunto, il "Grande Terrore") che arriverà presto per riprendersi sua figlia, mettendo San Ricardo in grave pericolo. Gatto prova invano di avvertire le guardie, quindi tenta di scappare da solo per allarmare il paese; viene aiutato da Kitty, la quale per salvarlo rimane da sola ad affrontare le guardie. Humpty, a conoscenza del fatto che presto arriverà la madre dell'Oca, decide di fuggire con essa, ma viene fermato da Gatto, ora libero. Quando l'arrivo dell'Oca gigante è ormai imminente, Humpty decide di affrontarla con Gatto, quindi l'attirano sul ponte che porta a San Ricardo per restituirle sua figlia. I due vengono stavolta ostacolati da Jack e Jill, che cercano di ucciderli ma vengono sconfitti da Kitty e schiacciati dall'Oca gigante. Giunti al ponte, il peso dell'Oca gigante lo fa crollare mettendo a rischio la vita di Humpty e della piccola Oca. Gatto vorrebbe salvare il suo amico, ma questi decide di sacrificarsi perché se l'Oca non ne uscirà salva sua madre distruggerà San Ricardo: Humpty si lascia quindi cadere nel vuoto, frantumandosi e lasciando solo l'interno di esso, ossia un uovo d'oro inanimato, che viene portato dall'Oca gigante su fra le nuvole.
Ora Gatto è di nuovo un eroe agli occhi dei cittadini e, dopo avere salutato Imelda, fugge insieme a Kitty. Tuttavia, non essendo riuscito a pagare il debito in denaro con San Ricardo, rimane un fuorilegge per la Spagna e per il comandante delle guardie, che comunque arresta Jack e Jill, mentre Humpty Dumpty, sopravvissuto alla caduta grazie a un suo travestimento, vive con le due oche nel castello del gigante.

## Produzione

### Pre-produzione
Il film era in sviluppo dall'uscita di Shrek 2 nel 2004. Trattandosi di uno spin-off, era inizialmente previsto per essere distribuito direct-to-video nel 2008, poi intitolato Puss in Boots: The Story of an Ogre Killer. Nell'ottobre 2006, il film è stato riproposto come uscita cinematografica a causa delle condizioni di mercato, e grazie alla consapevolezza della DreamWorks Animation sul fatto che il personaggio del Gatto meritasse di più.
Nel settembre del 2010 Guillermo del Toro firmò come produttore esecutivo. Discutendo del Toro, il regista Chris Miller dichiarò: «Abbiamo elaborato un sistema per farlo venire una volta ogni pochi mesi o ogni volta che avevamo qualcosa di nuovo da mostrargli. Se avevamo bisogno di qualcuno con cui discutere idee, lui era sempre lì, e se avessimo avuto un problema da affrontare, avremmo chiamato Guillermo al telefono rosso - il nostro telefono di emergenza - e gli avremmo chiesto consigli su cosa avremmo dovuto fare con un certo personaggio o una certa scena. Era come avere la nostra personale scuola di cinema». Miller ha affermato che del Toro era particolarmente coinvolto nel design del personaggio di Humpty Dumpty: «Guillermo ha adorato la qualità sognante di Humpty Dumpty. Ha suggerito di spingerci oltre, di renderlo più simile a da Vinci». È stata un'idea di del Toro quella di rendere Humpty «un geniale scherzo della natura» che costruisce aggeggi come per esempio una macchina volante. Del Toro ha riscritto il finale per riscattare il personaggio e approfondire il suo rapporto con Gatto - una conclusione non convenzionale per un film destinato alle famiglie. Del Toro ha anche contribuito a progettare gli elementi di fantasia del castello del gigante, così come l'architettura della città, che ha concepito come «un amalgama di Spagna e Messico».
Fatta eccezione per il Gatto il film presenta nuovi personaggi. Secondo il co-sceneggiatore David H. Steinberg «Non si sovrappone affatto a Shrek. In parte è stato realizzato per raccontare una storia originale sul Gatto, ma in parte perché non sapevamo cosa avrebbe fatto in Shrek 4 con i personaggi e non potremmo scrivere trame contrastanti». Il film è stato "citato" in Shrek e vissero felici e contenti, quando Shrek chiude finalmente il libro suo omonimo e lo mette via accanto a un libro intitolato proprio Il gatto con gli stivali.

### Animazione
Il gatto con gli stivali è il primo film di animazione della DreamWorks realizzato in parte in India. Uno studio di Bangalore di proprietà della Technicolor, che aveva lavorato principalmente a speciali televisivi e contenuti speciali in DVD, ha trascorso sei mesi ad animare tre scene principali del film. L'esternalizzazione consentiva vantaggi finanziari, con il 40% in meno di costi di manodopera rispetto agli Stati Uniti d'America, ma il motivo principale era la mancanza di personale, poiché lo studio produceva fino a tre film all'anno.

## Colonna sonora
La colonna sonora, composta da Henry Jackman con la partecipazione del compositore James Newton Howard, è stata pubblicata dall'etichetta Sony Classical il 24 ottobre 2011.
Jackman ha utilizzato strumenti popolari della musica latina tradizionale. Ispirato dal compositore spagnolo Manuel de Falla, Jackman ha fuso chitarre e percussioni latine con un suono orchestrale influenzato da Claude Debussy e Maurice Ravel. Anche Americano, quinta traccia dell'album Born This Way di Lady Gaga, è stata inclusa nel film.
1. A Bad Kitty – 2:04
2. One Leche – 2:01
3. Jack and Jill – 0:22
4. Holy Frijoles – 1:14
5. Chasing Tail – 1:09
6. Humpty Dumpty & Kitty Softpaws – 2:42
7. The Orphanage – 4:29
8. Honor and Justice – 1:44
9. That Fateful Night – 2:35
10. The Wagon Chase – 2:58
11. Team Effort – 0:57
12. Planting the Beans – 2:09
13. The Magic Beanstalk – 1:17
14. Castle in the Clouds – 1:57
15. Golden Goose of Legend – 6:38
16. Confronting the Past – 1:37
17. I Was Always There – 4:06
18. Kitty-Cat Break-Out – 1:35
19. The Great Terror – 7:56
20. Farewell to San Ricardo – 1:32
21. The Puss Suite – 3:09
22. The Giant's Castle – 3:08

## Distribuzione
Il film è uscito nelle sale cinematografiche italiane il 16 dicembre 2011 nei formati 2D, Digital 3D e in america il 28 ottobre dello stesso anno.

### Edizione italiana
La direzione del doppiaggio è a cura di Marco Mete, per conto della Technicolor spa. Oltre a prestare la voce al protagonista nelle versioni inglese e spagnola (come già successo in Shrek 2 Shrek terzo e Shrek e vissero felici e contenti), Antonio Banderas doppia il Gatto con gli stivali anche nella versione italiana del film.

## Accoglienza

### Incassi
Prodotto con un budget di 130000000 $, il film ha incassato globalmente 554987477 $.

### Critica
Il film riceve sull'aggregatore Rotten Tomatoes l'86% delle recensioni professionali positive con un voto medio di 6,90 su 10 basato su 155 recensioni. Il consenso generale afferma: «Non è profondo o rivoluzionario, ma ciò che in Il Gatto con gli Stivali manca a livello di profondità viene più che compensato con un'abbondanza di arguzia, brillantezza visiva e fascino effervescente». Su Metacritic ottiene un punteggio di 65 su 100 basato su 24 critiche (corrispondente a «recensioni generalmente favorevoli») mentre su CinemaScore riceve una valutazione di "A-".
Todd McCarthy di The Hollywood Reporter ha commentato positivamente il film, affermando che «Il gatto con gli stivali è un divertente gioco che mostra alcuni dei migliori lavori 3D mai realizzati da un film d'animazione per il grande publico. Colorato, abbastanza intelligente, privo di stucchevoli inside joke, pieno di azione senza risultare ridicolo e anche ben coreografato». Peter Debruge di Variety ha dato al film una recensione positiva, sostenendo che «La storia delle origini del Gatto potrebbe facilmente reggersi da sola - una testimonianza di una scrittura intelligente da parte del suo team creativo e un'irresistibile interpretazione centrale di Antonio Banderas». Christy Lemire di Associated Press ha assegnato al film tre stelle su quattro, dicendo che «Per un intrattenimento veloce, vivace e adatto alle famiglie, Il gatto con gli stivali funziona perfettamente, anche in 3D, che è integrato in modo ponderato nella narrazione e non solo come un espediente». Bill Goodykoontz di The Arizona Republic ha assegnato al film tre stelle e mezzo su cinque, dicendo che «Per quanto Banderas e Hayek funzionino molto bene, Galifianakis è migliore, rendendo Humpty Dumpty tra tutti uno dei più intriganti personaggi animati che si vedranno per un po'. È una bella sorpresa». Moira MacDonald del The Seattle Times ha conferito al film tre stelle su quattro, affermando che «Ho sognato un mondo in cui i gatti potessero ballare il tango - e quando è stata l'ultima volta che un film l'ha fatto?». Marjorie Baumgarten di The Austin Chronicle ha dato al film tre stelle su cinque, dicendo che «La seducente interazione tra Banderas e Hayek, i contributi vocali appena riconoscibili di Galifianakis e i discorsi tra Thornton e Sedaris ci tengono tutti in sintonia con gli eventi sullo schermo».
Owen Gleiberman di Entertainment Weekly ha dato al film una C, affermando che «Nei film di Shrek, la parte divertente del Gatto con gli stivali, con le sue consonanti vibranti e la propensione per i duelli con la spada pieni di sbruffonate, è che uno così coccoloso non dovrebbe cercare di fare il casanova. Ma in Il gatto con gli stivali, ciò perde d'efficacia dopo i primi 15 minuti». Ty Burr del The Boston Globe ha assegnato al film tre stelle su quattro, ritenendo che «Il gatto con gli stivali non apre nuovi orizzonti nel reparto della narrazione, e la sua dipendenza dalle sequenze d'azione all'avanguardia crea affaticamento, ma il film ha uno spirito diabolico che funziona sia per i genitori che per i bambini». Elizabeth Weitzman del Daily News (New York) ha assegnato al film quattro stelle su cinque, affermando che «È sempre un piacere trovare un film per famiglie che rispetti il suo pubblico fino in fondo». Olly Richards di Empire ha dato al film tre stelle su cinque, sostenendo che «Come la maggior parte dei gattini, non si è sempre comportato perfettamente, ma almeno questa nuova avventura del Gatto non ti fa raggiungere il flacone spray cinematografico. E grazie al cielo lo spin-off non fa nulla per sterilizzare il carismatico Gatto». Stan Hall di The Oregonian ha assegnato al film una B, dicendo che «Il gatto con gli stivali non è particolarmente profondo, né si prende sul serio - vuole solo cercare la gloria, conquistare affetto e incassare. Tutti obiettivi raggiunti».
Kenneth Turan del Los Angeles Times ha assegnato al film quattro stelle su cinque, dicendo che «Forse la cosa più coinvolgente de Il gatto con gli stivali è che non si prende mai troppo sul serio». Stephen Holden del The New York Times ha assegnato al film tre stelle e mezzo su cinque, asserendo che «È un miscuglio allegramente caotico di personaggi di fiabe e filastrocche paracadutati in un'ambientazione da libro di fiabe spagnolo». Lou Lumenick del New York Post ha assegnato al film una stella e mezza su quattro, sostenendo che «Fondamentalmente, questo cartone è una ripetizione stanca degli spaghetti western di Sergio Leone, punteggiato da più giochi di parole e battute sui gatti di quanto tu ne possa scuotere in una lettiera». Claudia Puig di USA Today ha conferito al film tre stelle su quattro, affermando che «Con il suo tempismo comico impeccabile e l'accento lirico spagnolo, l'incantatore spavaldo di Banderas è un piacere innegabile». Michael O'Sullivan del The Washington Post ha dato al film tre stelle su quattro, dicendo che «Il gatto con gli stivali dimostra che c'è almeno un gatto con più vite. Il lungometraggio animato spin-off - una svolta da star per il popolare personaggio di supporto di Shrek doppiato da Antonio Banderas - è quasi incredibilmente buono. E non solo perché molti di voi lo affronteranno con aspettative ridotte». Stephen Whitty di The Star-Ledger ha dato al film tre stelle su quattro, definendolo «Un piccolo film quasi perfetto che anche il proprietario di un cane può apprezzare».
Joe Morgenstern del The Wall Street Journal ha dato al film una recensione positiva, dicendo che «Il Gatto ha fatto il suo debutto in Shrek 2, poi ha passato del tempo nei due sequel sempre meno divertenti. Ora ha un film tutto suo, e nemmeno un momento presto». Lisa Kennedy di The Denver Post ha assegnato al film tre stelle su quattro, affermando che «Sarebbe esagerato dire che Il gatto con gli stivali lascia il suo gatto tenendo il sacco (bisognava farcelo entrare). Ma lascia anche il suo eroe in attesa di una favola più ricca, adatta al suo fascino e ai talenti del suo interprete». Anna Smith di Time Out ha assegnato al film tre stelle su cinque, sostenendo che «Il gatto con gli stivali è irregolare, ma quando è sulla strada, i fan dei gatti si troveranno in paradiso». Amy Biancolli dello Houston Chronicle ha dato al film tre stelle su cinque, dicendo che «Il gatto con gli stivali si esibisce su tre verità fondamentali. Uno, i gatti sono divertenti. Due, vanitosi gatti spagnoli con stivali da moschettiere con il tacco alto sono ancora più divertenti. Infine, i vanitosi gatti spagnoli doppiati da un ansimante Antonio Banderas sono assolutamente esilaranti». Tasha Robinson di The AV Club ha dato al film una C+, dicendo che «Il gatto con gli stivali fa una grande corsa in un parco a tema, un brivido al minuto di festa per gli occhi e per i canali semicircolari. Ma mentre le ambientazioni sono straordinariamente multidimensionali, i personaggi sono più piatti dei disegni della vecchia scuola».

## Sequel
Nel novembre del 2012 il produttore esecutivo Guillermo del Toro dichiarò di avere realizzato un paio di bozze di sceneggiatura per un sequel del film, e che il regista Chris Miller voleva portare il Gatto in un'avventura in luoghi esotici. Nell'aprile 2014, Antonio Banderas disse che il lavoro sul sequel era appena iniziato. A giugno, il film venne annunciato con il titolo Puss in Boots 2: Nine Lives & 40 Thieves (ispirato alla novella Alì Babà e i quaranta ladroni) ed era programmato per essere distribuito il 2 novembre 2018, ma due mesi dopo venne spostato al 21 dicembre. Tuttavia, nel gennaio 2015 il film venne rimosso dal programma di distribuzione in seguito alla ristrutturazione aziendale e alla nuova politica della DreamWorks Animation che prevede l'uscita di due film all'anno. Due mesi dopo, Banderas disse che la sceneggiatura era in fase di ristrutturazione.
Il 6 novembre 2018 Variety rivelò che Chris Meledandri era stato incaricato di essere uno dei produttori esecutivi sia per Shrek 5 che per Puss in Boots 2, con il ritorno del cast. Nel febbraio 2019 Bob Persichetti, head of story del primo film, firmò per dirigere il sequel, con la produttrice Latifa Ouaou che ne supervisionerà lo sviluppo.
Il 17 marzo del 2021 viene annunciato da Universal Pictures e DreamWorks Animation che il film sarebbe uscito al cinema il 23 settembre del 2022. Insieme all'annuncio della data d'uscita viene rivelato che Joel Crawford si sarebbe occupato della regia del lungometraggio e che il titolo sarebbe stato Il gatto con gli stivali 2 - L'ultimo desiderio (Puss in Boots: The Last Wish). Il 21 aprile 2022 viene annunciato il rinvio dell'uscita del film al 21 dicembre 2022.

## Altri media

### Serie animata
Il film ha anche generato una serie animata prequel presentata in anteprima su Netflix il 16 gennaio 2015. Sono andati in onda un totale di 77 episodi in sei stagioni più un cortometraggio speciale, l'ultima delle quali è stata pubblicata il 26 gennaio 2018. Qui il doppiatore italiano del Gatto è Andrea Lavagnino.

## Riconoscimenti
- 2011 – Chicago Film Critics Association Award
  - Candidatura al miglior film d'animazione
- 2011 – Critics' Choice Awards
  - Candidatura al miglior film d'animazione
- 2011 – Satellite Award
  - Candidatura al miglior film d'animazione o a tecnica mista
- 2011 – St. Louis Film Critics Association Awards
  - Candidatura al miglior film d'animazione a Chris Miller
- 2011 – Visual Effects Society
  - Candidatura ai migliori effetti visivi a Joe M. Aguilar, Guillaume Aretos, Ken Bielenberg e Chris Miller
  - Candidatura al miglior personaggio animato (Il gatto con gli stivali) ad Antonio Banderas, Ludovic Bouancheau, Laurent Caneiro e Olivier Staphylas
  - Candidatura al miglior ambiente (Il mondo delle nuvole) a Guillaume Aretos, Greg Lev, Brett Miller e Peter Zaslav
- 2012 – ALMA Award
  - Candidatura al miglior film
- 2012 – Annie Award
  - Candidatura al miglior film d'animazione
  - Candidatura al miglior regia a Chris Miller
  - Candidatura al miglior doppiaggio a Zach Galifianakis
  - Candidatura ai migliori effetti animati a Può Yuksel
  - Candidatura al miglior animazione dei personaggi a Olivier Staphylas
  - Candidatura al miglior character design a Patrick Mate
  - Candidatura al miglior colonna sonora a Hans Zimmer e James Newton Howard
  - Candidatura al miglior storyboarding a Bob Logan
  - Candidatura al miglior montaggio a Eric Dapkewicz

- 2012 – ASCAP Award
  - Top Box Office Films a Henry Jackman
- 2012 – Eddie Award[55]
  - Candidatura al miglior montaggio in un film d'animazione a Eric Dapkewicz
- 2012 - Golden Globe[56]
  - Candidatura al miglior film d'animazione
- 2012 – Golden Reel Award
  - Candidatura al miglior montaggio sonoro negli effetti sonori
- 2012 – Golden Trailer Awards
  - Miglior spot TV animazione/per la famiglia
  - Candidatura al miglior spot TV animazione/per la famiglia
  - Candidatura al miglior colonna sonora
- 2012 – Nickelodeon Kids' Choice Awards
  - Miglior film d'animazione
  - Candidatura al miglior doppiaggio a Antonio Banderas
- 2012 – PGA Award
  - Candidatura al miglior produzione a Joe M. Aguilar e Latifa Ouaou
- 2012 – Premio Oscar[57]
  - Candidatura al miglior film d'animazione a Chris Miller
- 2012 – Saturn Award
  - Miglior film d'animazione
- 2012 – Teen Choice Awards
  - Candidatura al miglior film d'animazione
  - Candidatura al miglior attrice in un film d'azione a Salma Hayek